# ゴルフサバイバル男
『ゴルフサバイバル男』（ゴルフサバイバルおとこ）は、BS日テレで2023年10月8日から放送されているゴルフ番組。

## 概要
金曜21時から放送されている『ゴルフサバイバル』の男子版。本家の女子版同様に10人が同時にスタートし、各ホールで最もスコアの悪い1人が脱落するシュートアウト方式で戦い、最終9ホールまで勝ち抜いた1人が賞金100万円と番組スポンサーからの副賞を手にする。またドラコン賞、ニアピン賞がかかるホールも別途設けられ、さらにイーグルを達成時にはイーグル賞も用意されている。
月ごとの大会は、「○月の戦い」と表現され、月間4回に分けて放送される。

### 放送時間・放送局
2023年10月8日から2024年9月22日まで毎週日曜日 21:00 - 21:54。
2024年10月4日からは毎週金曜日 22:00 - 22:54 となり女子版のゴルフサバイバルの後に放送されている。
また、日本テレビ傘下の定額制動画配信サービスであるHuluならびに見逃し無料配信動画サービスTVerでも配信されている。

## ルール
- 1番ホール開始前に、最年長の出場者と最年少の出場者がジャンケンを行い、最年長が勝った場合は年長順、最年少が勝った場合は年少順にショットを行う。
- 各ホール毎に最低スコアのプレイヤーが1人脱落。最低スコアが並んだ場合は、サドンデスに突入する。ただし、最終ホールで同スコアの場合は、プレーオフ形式で優勝者を決定する。
- サドンデスはジャンケンで勝った者から順に打ち、1名の脱落者を決める。
  - アプローチショット対決およびロングパット対決は、番組が指定した位置から打ち、カップから一番遠いプレイヤーが脱落する。カップからの距離以外の要素（グリーンオンしているか等）は、勝敗に影響しない。
  - ショートパット対決は、カップインをしたかしないかのみが勝敗の要素となる。単独最下位が決まるまで繰り返す。
    - ロングパット対決およびショートパット対決は1順目に限り、前の人のパットでラインを読むことができないよう、自分の番が来るまで後ろ向きで待機しなければならない。
- バーディーは次ホールをスキップ、イーグルの場合2ホールスキップの権利を獲得する。
  - 次ホールでプレイヤーが一人になる場合、スキップ権は消失する。
  - ニアピン・ドラコン賞等獲得のために、スキップ権放棄を選択することができる。
- OBを連発するなどして脱落がほぼ確実と判断した場合は、プレイヤー自らギブアップを宣言することができる。この場合でも、他のプレイヤーは次ホールのスキップ権を懸けてプレーを続行する。

## 過去の放送（本放送開始後）
◎印は優勝者。
- 10月の戦い；放送日：2023年10月8日 - 29日
  - 開催コース：南総カントリークラブ東コース
  - 出場選手：石坂友宏、伊藤有志、大堀裕次郎、木村太一、◎塩見好輝、杉原大河、鈴木晃祐、長谷川祥平、安森一貴、和田章太郎
  - 解説：田島創志
- 11月の戦い；放送日：2023年11月5日 - 26日
  - 開催コース：ホウライカントリー倶楽部 INコース
  - 出場選手：今井健、大塚智之、勝亦悠斗、中村勇貴、◎新村駿、発多ヤマト、平本世中、古川雄大、前田光史朗、松村本盛
  - 解説：今野康晴
- 12月の戦い；放送日：2023年12月3日 - 24日
  - 開催コース：烏山城カントリークラブ　本丸コース
  - 出場選手：池上憲士郎、大澤和也、織田信亮、杉浦斎、竹川雄喜、◎竹山昂成、田中元基、野澤竜次、三島泰哉、山形陵馬
  - 解説：桑原克典
- 1月の戦い；2024年1月7日 - 28日
  - 開催コース：カバヤゴルフクラブ
  - 出場選手：石原航輝、◎植木祥多、宇佐美祐樹、櫛山勝弘、久保田皓也、小浦和也、小袋秀人、田中裕真、中里光之介、蛭田玲於
- 2月の戦い；2024年2月4日 - 25日
  - 開催コース：TCC鶴カントリー倶楽部
  - 出場選手：植竹勇太、大岩龍一、小西健太、小西貴紀、櫻井勝之、柴田将弥、竹安俊也、鍋谷太一、◎村上拓海、吉田泰基
- 3月の戦い；2024年2月3日 - 24日
  - 開催コース：サザンヤードカントリークラブ
  - 出場選手：池村晃稀、石塚祥利、伊藤誠道、◎今野大喜、尾崎慶輔、川上優大、佐久間隼人、芹澤慈眼、山浦太希、山脇健斗

## テーマ曲
- 2023年10月8日 - 向井太一『Bravest』（『ドラゴンクエスト ダイの大冒険』オープニングテーマ）

## 関連番組
- ゴルフサバイバル

- ゴルフ侍、見参!

BSテレ東で放送されているゴルフ番組。男子シニアプロゴルファーとアマチュアゴルファーがマッチプレー形式で戦う。
当番組と同じくサジットメディアが制作している。